# Penicillium rademirici
Penicillium rademirici är en svampart som beskrevs av Quintan. 1985. Penicillium rademirici ingår i släktet Penicillium och familjen Trichocomaceae.   Inga underarter finns listade i Catalogue of Life.